# Freedom (Paul McCartney)
Freedom is een nummer van Paul McCartney uit 2001. McCartney bracht het uit nadat hij getuige was geweest van de aanslagen in New York. Het "vechten voor vrijheid" staat in dit nummer centraal. Hij zong het nummer een aantal keer live, onder andere in Concert For New York City. Nadat George W. Bush Irak aanviel, zong McCartney (geen fan van Bush en de Irakoorlog) het nummer niet meer live, omdat hij bang was dat het publiek het lied nu in een militaire context zou zien.

## Uitvoerenden
In het nummer zijn de volgende muzikanten te horen:
- Paul McCartney – zang, akoestische gitaar, basgitaar
- Rusty Anderson – slaggitaar
- Eric Clapton – leadgitaar
- Abe Laboriel Jr. – drums